# Isla Santa Rosa (Florida)
La isla Santa Rosa es una isla estadounidense de 40 millas (64 km) que se encuentra en el estado de Florida, a treinta millas (50 kilómetros) al este de la frontera del estado de Alabama. Las comunidades de Pensacola Beach, Playa de Navarra, y Okaloosa Island se encuentran en la isla. En el lado norte de Lee, en la isla, esta la bahía de Pensacola en el oeste, y la bahía de Choctawhatchee, en el este.
La isla de Santa Rosa también ha sido escenario de numerosos huracanes y otros ciclones tropicales y fue donde se estableció uno de los primeros asentamientos europeos en el territorio continental de Estados Unidos, comenzando en agosto de 1559, cuando llegó el conquistador español Tristán de Luna y Arellano, del Virreinato de Nueva España (México), y fue abandonado en 1561.